# Sebastián Ariel Romero
Sebastián Ariel Romero (* 27. April 1978 in Buenos Aires) ist ein ehemaliger argentinischer Fußballspieler.

## Karriere

### Verein
Seine Profikarriere begann Romero 1996 beim argentinischen Erstligisten Gimnasia y Esgrima de La Plata in seiner Geburtsstadt Buenos Aires. Nach drei Jahren, in denen Romero auf 80 Einsätze und 12 Tore kam, wechselte er erstmals nach Europa und zu Betis Sevilla. Bei den Spaniern spielte der Argentinier bis zum Januar 2001 und kam in dieser Zeit auf insgesamt 30 Einsätze in der Primera División. Von Sevilla wurde der Spieler im Anschluss zuerst bis zum Sommer 2001 an den französischen Erstligisten FC Toulouse ausgeliehen (sieben Einsätze, ein Tor), bevor er im August desselben Jahres, ebenfalls auf Leihbasis, für eine Saison zu Córdoba CF wechselte (13 Einsätze). Da sich Romero bis zu diesem Zeitpunkt bei keinem europäischen Verein etablieren konnte, kehrte er 2002 schließlich in seine Heimat zurück und unterzeichnete einen Vertrag beim Erstligisten Racing Club Avellaneda. In den folgenden vier Jahren kam Romero auf 114 Einsätze und erzielte dabei 14 Tore. Er gehörte fortan zu den Leistungsträgern von Racing Club und wurde Kapitän seiner Mannschaft. Im Sommer 2006 wagte Romero wiederum den Schritt nach Europa und wechselte diesmal zum griechischen Verein Panathinaikos Athen. Dort spielte er bis 2008 und erzielte in zwei Jahren in 36 Spielen insgesamt vier Tore. 2008 wechselte er zurück zu Gimnasia y Esgrima de La Plata. Dort erreichte er mit seiner Mannschaft zweimal in den Relegationsspielen den Klassenverbleib.
Mitte 2010 schloss sich Romero Ligakonkurrent CA Banfield an, ehe er ein Jahr später zu Quilmes AC wechselte. Dort spielte er bis zum Jahr 2016. Nach einer weiteren Spielzeit bei Gimnasia y Esgrima de La Plata kehrte er zu Quilmes zurück, das mittlerweile in der Primera B Nacional spielte. Im Jahr 2018 beendete er seine Laufbahn.

### Nationalmannschaft
Romero wurde in die Argentinische Fußballnationalmannschaft berufen und kam dort bei einem Freundschaftsspiel gegen Mexiko zu einem Einsatz.

## Spielstil
Romero ist ein offensiver Mittelfeldspieler, wobei er bevorzugt auf der rechten Angriffsseite agiert.